# Demandice
Demandice (Hongaars: Deménd) is een Slowaakse gemeente in de regio Nitra, en maakt deel uit van het district Levice.
Demandice telt 1.033 inwoners.
De gemeente is tweetalig, waar de Hongaren vroeger in de meerderheid waren vormen ze nu een minderheid.